# Business Process Reengineering
Dieser Artikel wurde aufgrund inhaltlicher und/oder formaler Mängel auf der Qualitätssicherungsseite des Portals Wirtschaft eingetragen. 
Du kannst helfen, indem du die dort genannten Mängel beseitigst oder dich an der Diskussion beteiligst.
Der englische Begriff Business Process Reengineering (BPR; deutsch etwa: Geschäftsprozessneugestaltung) wurde maßgeblich von Michael Hammer geprägt. Er stellte die Ideen zuerst 1990 in einem Artikel im Harvard Business Review vor. In Zusammenarbeit mit James Champy definierten sie BPR später genauer in ihrem 1993 erschienenen Buch. Sie beschrieben es als „fundamentales Umdenken und radikales Neugestalten von Geschäftsprozessen, um dramatische Verbesserungen bei wichtigen Kennzahlen wie Kosten, Qualität, Service und Durchlaufzeiten zu erreichen“.
Ebenfalls 1993 veröffentlichte Thomas H. Davenport einen einflussreichen Artikel, der eine detaillierte Betrachtung der Möglichkeiten bot, wie Informationstechnologie zur radikalen Überarbeitung von Geschäftsprozessen eingesetzt werden kann. Dieser Ansatz ergänzte die eher organisationszentrierten Ansichten von Hammer und Champy, indem er zeigte, wie technologische Werkzeuge gezielt zur Unterstützung von BPR eingesetzt werden können. Davenport betonte die Bedeutung der Informationstechnologie als Enabler für neue Geschäftsprozesse und fokussierte auf die analytischen Aspekte bei der Prozessneugestaltung.
Eine organisationswissenschaftliche Langzeitstudie zeigt, dass in modernen BPR-Projekten das großformatige Prozessmapping – das gemeinsame Erstellen einer vollständigen „As-is-Landkarte“ sämtlicher Aktivitäten, Rollen und Informationsflüsse – zum methodischen Kern geworden ist. Die gemeinschaftlich durchgeführte Kartierung vermittelt den Beteiligten ein panoramisches Strukturwissen über ihr Unternehmen und schafft damit die Grundlage für weitergehende Re-Design-Entscheidungen.
Im Gegensatz zur Geschäftsprozessoptimierung, die sich auf die Effizienzsteigerung einzelner Prozesse beschränkt, beinhaltet das BPR ein grundlegendes Überdenken und Neugestalten der gesamten Unternehmensprozesse.

## Grundaussagen
Business Process Reengineering beruht im Wesentlichen auf fünf Grundaussagen:
1. BPR orientiert sich an den entscheidenden Geschäftsprozessen.[6]
2. Die Geschäftsprozesse müssen auf die Kunden ausgerichtet werden.[6]
3. Das Unternehmen muss sich auf seine Kernkompetenzen konzentrieren.[6]
4. Die Möglichkeiten der aktuellen Informationstechnologie zur Prozessunterstützung müssen intensiv genutzt werden.[6]
5. Ganzheitliche Visualisierung der Ist-Prozesse („Process Mapping“) als Voraussetzung für fundiertes Re-Design.[5]

In der Praxis werden dabei oft nur einzelne dieser Grundaussagen wahrgenommen oder umgesetzt. Es nützt aber einem Unternehmen wenig, wenn es sich auf seine Kernkompetenzen konzentriert und dabei seine Kunden außer Acht lässt. Genauso unsinnig ist die Installation einer aufwendigen Software, ohne vorher die kritischen Geschäftsprozesse analysiert, definiert und optimiert zu haben. Der Gedanke des BPR lebt in Konzepten wie „Professional Services Automation“ fort. Am offenkundigsten wird dies beim Etikett „Business Process Automation“, aber auch die anderen Bezeichnungen wie „Services Process Optimization“ oder „Service Workflow Optimization“ machen die Verbindung noch deutlich. Das zunehmende Denken in Prozessen schlägt sich auch in der Normung nieder. So definiert die ISO 9001:2015 das Qualitätsmanagement mit Hilfe von Prozessen. Eingebettet in Total-Quality-Management kann BPR dazu verwendet werden, um bestehenden Nachholbedarf des Unternehmens schnell zu beheben, um anschließend wieder mit dem kontinuierlichen Verbesserungsprozess (KVP) fortzufahren. „Management by Projects“ schließlich bietet für die prozessorientierte Ausrichtung der Unternehmen ein Handlungs- und Führungsmodell, das zugleich den Megatrends der flachen Hierarchien mit hoher Eigenverantwortlichkeit und der Globalisierung gerecht wird.

## Begriffsdefinition, Beispiel
Mit dem Begriff Business Process Reengineering ist die Reorganisation der geschäftlichen Abläufe in einem Betrieb gemeint. BPR stellt eine organisatorische Maßnahme dar, die darauf abzielt, die Organisationsstruktur des Betriebs über eine tief greifende Analyse der bestehenden Abläufe vor dem Hintergrund moderner Informations- und Kommunikationstechnologien völlig neu zu gestalten.

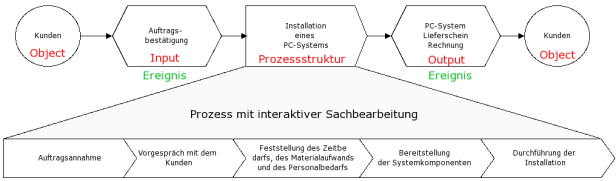
Beispiel einer Prozessabwicklung

Der prozessorientierte Ansatz geht davon aus, dass organisatorisch zusammengehörige Teilaufgaben zu einem Prozess zusammengefasst werden, um ein bestimmtes Ereignis zu erreichen. Die Bearbeitung eines Prozesses, beispielsweise die Installation von PC-Systemen, erfolgt integrativ und damit abteilungsübergreifend. Der Prozess stellt im Gegensatz zur funktionsorientierten Ablauforganisation eine ganzheitliche Betrachtungsweise der Abläufe in den Vordergrund. Für die erfolgreiche Durchführung des Prozesses, dessen Ergebnis an den Kundenanforderungen gemessen wird, ist der eingesetzte Mitarbeiter oder ein Prozessteam verantwortlich.
In der konsequenten Anwendung ersetzt BPR die traditionelle funktionsorientierte Betrachtungsweise der betrieblichen Ablauforganisation. BPR wird angewendet, um die ablauf- und aufbaubezogene Organisationsstruktur des Betriebes insgesamt wirtschaftlicher und flexibler zu gestalten.
Durch den Wegfall unnötiger Transport- und Leerlaufzeit ergibt sich eine kürzere Durchlaufzeit für den Gesamtlauf dieses Vorgangs. Bei einer hieraus resultierenden Kostensenkung kann der Kunde nicht nur schneller, sondern auch preisgünstiger bedient werden. Die Wettbewerbsfähigkeit des Betriebs wird gestärkt.
Durch die detaillierte Prozesskartierung entsteht oft ein Spannungsfeld zwischen Empowerment und Alienation der beteiligten Fach- und Führungskräfte: Das neu gewonnene Systemverständnis befähigt sie zu fundierten Veränderungsvorschlägen, zugleich werden sie sich der Ineffizienzen ihrer bisherigen Linienaufgaben bewusst und empfinden diese als wenig sinnstiftend. In einer Untersuchung von 33 BPR-Teams wechselte ein beträchtlicher Teil der Teilnehmer nach Abschluss des Projekts freiwillig von zentralen Linien- in periphere Change-, Lean- oder Organisationsentwicklungsrollen, um den Wandel aus einer anderen Position heraus voranzutreiben.

## Die vier Re's des Reengineerings
Renewing (Erneuerung)
- Verbesserte Schulung und organisatorische Einbindung von Mitarbeitern in die Unternehmung (Erwerb von Fertigkeiten und Fähigkeiten, Motivation)

Revitalizing (Revitalisierung)
- Prozessneugestaltung

Reframing (Einstellungsänderungen)
- Ablegen herkömmlicher Denkmuster, Einschlagen neuer Wege
- Neue Visionen und Entschlusskraft

Restructuring (Restrukturierung)
- Neugestaltung/Änderung des Aktivitätenportfolios

## Würdigung und Kritik
Die Auswirkungen dieses Konzepts werden äußerst unterschiedlich beurteilt.
Die Befürworter betonen die Notwendigkeit des Paradigmenwechsels in der Unternehmensorganisation hervorgerufen durch die Informationstechnologie und die Globalisierung. Diese Positionen nähern sich in der aktuellen Diskussion einander an. So betonte Michael Hammer zuletzt die Bedeutung der Prozessanalyse und schwächte die Forderungen nach fundamentalen und radikalen Eingriffen ab. Die Hoffnung auf „dramatische Verbesserungen“ wurde zunehmend ersetzt durch das Ziel, einen Abwärtstrend in der amerikanischen Volkswirtschaft zu stoppen und Konkurrenzfähigkeit wiederherzustellen. Auf der anderen Seite ist es mittlerweile allgemeines Gedankengut, dass Geschäftsprozesse definiert und optimiert werden müssen. Nicht zuletzt macht die konsequente Nutzung der Potenziale der Informationstechnologie ein radikales Neudenken von Prozessen erforderlich.
Kritiker bemängeln die zu geringe Berücksichtigung der erworbenen Erfahrungswerte, die in den bestehenden Geschäftsprozessen abgebildet sind, und die Missachtung des notwendigen Lernprozesses der Mitarbeiter des Unternehmens. Shapiro verweist auf Umfragen in den USA und Europa, wonach nur 33 % der Unternehmen nach Abschluss von Reengineering-Projekten über Erfolge, 25 % jedoch über keine dem Aufwand entsprechenden Resultate berichteten. Ein weiterer, nicht zu unterschätzender Kritikpunkt ist die geringschätzige Betrachtung des mittleren Managements. Dieses wird als Hindernis bei der Implementierung von BPR angesehen, das so schnell wie möglich abgebaut werden sollte. Das mittlere Management leistet Widerstand, da die Neuordnung der Organisation zu erheblichen Personaleinsparungen führen soll und durch die Ausbildung flacherer Hierarchien die persönlichen Aufstiegschancen sinken.
Die einmalige, radikale Prozessumstrukturierung durch BPR, die zu einer "Optimierung" der Geschäftsprozesse führen soll, wird von vielen kritisch betrachtet. Die sich ständig ändernden und immer komplexer werdenden Rahmenbedingungen, die sowohl inner- als auch zwischenbetriebliche Dimensionen besitzen, lassen sich nur durch einen kontinuierlichen Abgleich und Adaptationsprozess der Informations- und Organisationsstruktur realisieren. Dieses Konzept der repetitiven Prozessneugestaltung wird auch Continuous System Engineering genannt.
Empirische Befunde relativieren sowohl euphorische Erfolgsversprechen als auch pauschale Abwertungen von BPR. Sie zeigen erstens, dass tiefgehende Prozessanalysen wesentlich zum Gelingen beitragen, weil sie ein geteiltes mentales Modell der Abläufe schaffen; zweitens aber auch, dass die damit einhergehende Erkenntnis organisationaler Verschwendung Mitarbeitende emotional belasten kann und nicht selten zu freiwilligen Austritten aus Kernbereichen führt. Kritiker sprechen von einem „kognitiven Schock“, der zusätzliche Fluktuation auslöst, während Befürworter den Effekt als interne Mobilisierung für kontinuierlichen Wandel interpretieren.